# Wehrkirche Walpernhain

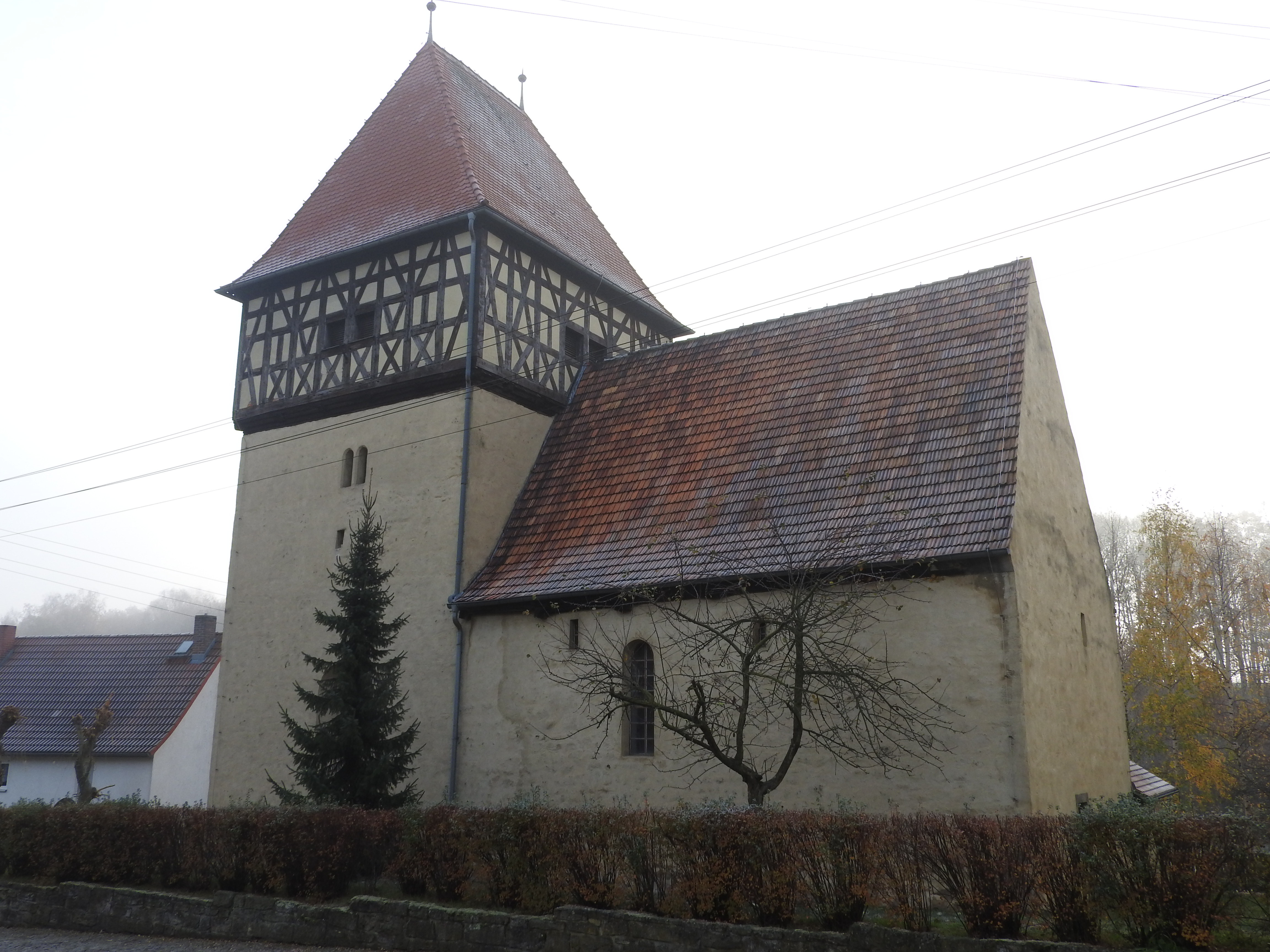
Wehrkirche Walpernhain

Die evangelische Wehrkirche Walpernhain steht in der Gemeinde Walpernhain im Saale-Holzland-Kreis in Thüringen. Sie gehört zum Pfarrbereich Eisenberg-Königshofen im Kirchenkreis Eisenberg der Evangelischen Kirche in Mitteldeutschland.

## Lage
Die Kirche steht inmitten des Ortes an der Dorfstraße.

## Geschichte und Architektur
Diese ehemalige Wehrkirche stammt aus der ersten Hälfte des 12. Jahrhunderts und gehört somit zu den ältesten Wehrkirchen Thüringens.
Der Kirchturm ist 38 Meter hoch und besteht aus zwei Bruchsteingeschossen. Darüber befindet sich ein Fachwerkgeschoss  mit Andreaskreuzen.
Der  Chor ist der älteste Teil der Kirche und hat ein einfaches Kreuzgewölbe. In einem Rundbogen öffnet sich der Chor zum Schiff.

## Ausstattung
Ein spätgotischer Taufstein aus dem Jahr 1675 ziert den Raum. 1742 wurden die Emporen eingebaut. Das Schiff wurde im 16. Jahrhundert erweitert. Aus dieser Zeit stammt auch die Südtür mit ankerförmigen Beschlägen. Die farbige Bretter-Balkendecke und die Emporen sind aus dem 17. Jahrhundert. Die Kanzel ist aus dem 18. Jahrhundert.
Die Orgel wurde 1742 von Georg Molau aus Großbrembach geschaffen und eingebaut.